# Colmenar Viejo
Colmenar Viejo er en by og kommune i det centrale Spanien i Madrid-regionen. Den har et indbyggertal på 57.029 (2024) indbyggere.